# Exelastis dowi
Exelastis dowi là một loài bướm đêm thuộc chi Exelastis, có ở Bahamas, Belize và Florida.
Con trưởng thành bay vào tháng 3 in Florida và vào tháng 4 in the Bahamas và Belize, và có chiều dài cánh trước khoảng 6-9.5 milimét.

## Etymology
The species is named in honor of Mr. Linwood C. Dow who collected the holotype và paratypes from Key Largo, Florida và Belize.